# Mustakero (kulle, lat 67,97, long 24,20)
Mustakero är en kulle i Finland.   Den ligger i den ekonomiska regionen  Fjäll-Lappland  och landskapet Lappland, i den norra delen av landet, 900 km norr om huvudstaden Helsingfors. Toppen på Mustakero är 327 meter över havet.
Terrängen runt Mustakero är kuperad åt nordväst, men åt sydost är den platt.  Trakten runt Mustakero är nära nog obefolkad, med mindre än två invånare per kvadratkilometer.